# مارکوس هس
مارکوس هس (انگلیسی: Marcus Hesse؛ زادهٔ ۲۲ مارس ۱۹۸۴) بازیکن فوتبال اهل آلمان است.
از باشگاه‌هایی که در آن بازی کرده‌است می‌توان به باشگاه فوتبال دینامو درسدن و باشگاه فوتبال آلمانیا آخن اشاره کرد.